# Crucifix de Monte San Quirico
Le Crucifix de Monte San Quirico est un grand crucifix peint  en tempera et or sur bois, réalisé au  XIVe siècle par Taddeo Gaddi qui est exposé en l'église San Quirico in Monte San Quirico (it), située sur une colline de la commune de Lucques.

## Description
La croix est dépourvue des tabelloni latéraux, de la cimaise et du soppedaneo. 
Il s'agit d'une représentation du  Christus dolens.
Le Christ se doit d'être représenté mort, souffrant sur la croix (et non plus triomphant ou résigné) :
- La tête baissée sur l'épaule,
- les yeux fermés sont absents, énucléés (orbites vides),
- marques de douleur sur le visage,
- la bouche est incurvée vers le bas,
- les plaies sont saignantes (mains, pieds et flanc droit),
- Le corps tordu déhanché, arqué dans un spasme de douleur, subissant son poids terrestre,
- schématisation des muscles et des côtes.
- Pieds superposés.

Le crucifix ne comporte que des panneaux annexes intermédiaires des extrémités verticales de la croix (tabellone) :
- en haut en titulus, avec le texte de « INRI »
- les flancs latéraux du Christ sont dorés et se terminent en calice.